# پارگاس
پارْگاس (تلفظ سوئدی :پَرگاس)، (فنلاندی: Parainen) یک شهر فنلاند، در دریای مجمع‌الجزایر، با ۵۰۰۰۰ جزیره است. پارگاس هنوز در حومه دارای بافتی روستایی است. معدن بزرگ سنگ آهک در پارگاس منبع اصلی صنعت است.

## پیشینه
پارگاس در اوبولند در استان فنلاند غربی واقع شده و بخشی از منطقه جنوب غربی فنلاند است. کاوش‌های باستان‌شناسی نشان داده که وایکینگ‌ها در قرن نهم به مجمع الجزایر سفر می‌کردند.
این شهر ۱۵٬۰۸۶ نفر جمعیت دارد و مساحت آن ۵٬۵۴۸٫۲۵ کیلومتر مربع (۲٬۱۴۲٫۱۹ مایل مربع) است که ۵٬۵۴۰٫۸۴ کیلومتر مربع (۲٬۱۳۹٫۳۳ مایل مربع) آن آب است. تراکم جمعیت ۱۷٫۵۷ ساکن در هر کیلومتر مربع (۴۵٫۵ ساکن در هر مایل مربع) است.
پارگاس شهری دو زبانه است. ۵۷٫۶ درصد مردم با زبان سوئدی و مابقی به زبان فنلاندی صحبت می‌کنند.

### شهرهای خواهرخوانده
- Haninge Municipality, Sweden